# Lithophane thujae
Lithophane thujae är en fjärilsart som beskrevs av Webster och Thomas 1999. Lithophane thujae ingår i släktet Lithophane och familjen nattflyn. Inga underarter finns listade i Catalogue of Life.